# Pilsko
Der Pilsko ist ein 1557 m hoher Berg der Beskid Żywiecki (Saybuscher Beskiden, in Polen) beziehungsweise Oravské Beskydy (Arwa-Beskiden, in der Slowakei). Der Name wird häufig für das ganze Bergmassiv beiderseits der polnisch-slowakischen Grenze genutzt, der Hauptgipfel liegt jedoch etwa 400 Meter südlich der Grenze auf einem Seitengrat auf der slowakischen Seite.
Der Pilsko wird im Sommer als Wander- und im Winter als Skigebiet genutzt.

## Lage
Über den Berg verläuft die Europäische Hauptwasserscheide zwischen dem Schwarzen Meer (Donau) und der Ostsee (Weichsel). Der Berggipfel gehört zum Gemeindegebiet von Oravské Veselé, kleinere Anteile des Bergmassivs zu den Gemeindegebieten von Mútne und Námestovo in der Slowakei. In Polen liegt das Bergmassiv in der Ortschaft Korbielów (Gemeinde Jeleśnia). Auf den Berg führen mehrere Wanderwege.